# Folkspartei
Le Folkspartei (yiddish: יידישע פאָלקספּארטיי Yidishe folkspartey, Parti populaire), fondé après les pogroms de 1905 par Simon Dubnow et Israel Efrojkin, a activement participé à la vie politique en Pologne et en Lituanie dans la période entre-deux-guerres. Il n'a pas survécu à la Shoah.

## Idéologie
Son inspirateur idéologique est l'historien Simon Dubnow (1860-1941), pour qui les Juifs forment une nation sur le plan spirituel et intellectuel et doivent lutter pour leur autonomie nationale et culturelle. « Comment alors l'autonomie juive devrait-elle s'affirmer ? Cela doit, bien sûr, être en plein accord avec le caractère de l'idée nationale juive. Les Juifs, en tant que nation spirituelle et culturelle, ne peuvent pas chercher dans la diaspora le séparatisme territorial ou politique, mais seulement une autonomie sociale ou nationale-culturelle ».
Proche du Bund par l'accent mis sur le yiddish et sur sa culture, il s'en différenciait par sa base sociale, constituée de petits bourgeois, d'artisans et d'intellectuels, ainsi que sur le plan idéologique. À l'opposé des bundistes, Dubnow considérait que l'assimilation n'était pas un phénomène naturel et que le combat politique juif devait se centrer sur une autonomie juive basée sur la communauté, la langue et l'éducation, et non sur les luttes de classes comme le prônaient les théoriciens bundistes.

## Le Folkspartei en Pologne
Une section locale et un quotidien, Warszawer Togblat (Le quotidien de Varsovie, rebaptisé ultérieurement Der Moment), furent mis sur pied en 1916 à Varsovie avant les élections municipales qui s'y déroulèrent sous l'occupation allemande. Le Folkspartei y obtint 4 élus, dont Nojech (Noah) Pryłucki.
Après la fin de la Première guerre mondiale et la renaissance de la Pologne indépendante, aux premières élections législatives à la Diète polonaise de 1919, Noah Pryłucki est le seul folkiste sur 8 députés juifs élus.
Aux deuxièmes élections législatives à la Diète polonaise de 1922, il y avait 1 député folkiste sur les 35 élus juifs (dont 25 sionistes et aucun bundiste).
Le parti se scinda en 1927 en deux groupes, celui de Varsovie dirigé par Noach Pryłucki et celui de Vilnius (ville polonaise à l'époque) par Zemach Shabad, moins hostile au sionisme mais plus centré sur la langue yiddish. 
Après cette scission, le parti semble avoir décliné, malgré une tentative de le faire renaître à Varsovie en 1935. Aux élections communautaires juives à Varsovie en 1936, le Folkspartei n'obtint qu'un siège sur 50, alors que le Bund en recueillit 15.

## Le Folkspartei en Lituanie
Une liste commune juive entre les sionistes, Agoudat Israel et le Folkspartei obtint 6 sièges sur 112 à l'Assemblée constituante lituanienne (Seimas) élue en 1920. Le parti y fut représenté, après le décès de N. Friedman, avocat élu sans étiquette, par le juriste et banquier Shmuel Landoi (Landau). Landau fut par la suite conseiller municipal à Panevėžys jusque dans les années 1930.
Les élections suivantes, en 1922, firent l'objet de manipulations contre les minorités polonaise et juive, le Seimas fut dissous et une autre folkiste, E. Finkelstein, fut élu en 1923 sur une liste regroupant les minorités nationales. Le parlement lituanien fut dissous un an après le coup d'État de décembre 1926 par Antanas Smetona et Augustinas Voldemaras.
Le journal du Folkspartei en Lituanie était le Folkblatt, publié à Kaunas.

## Sources
1. ↑  Koppel S. Pinson, Simon Dubnow, Nationalism and History, The Jewish Publication Society of America, Philadelphia, 1958
2. 1 2  Annette Wieviorka, "Les Juifs de Varsovie à la veille de la Seconde Guerre mondiale", in Les Cahiers de la Shoah n° 1, 1994
3. ↑  Joseph Marcus, Social and Political History of the Jews in Poland, 1919-1939, Mouton Publishers, Berlin - New York - Amsterdam
4. ↑  Joseph Rosin, Panevezys (Ponevezh)